# 何源海
何源海（1923年—），云南文山人，中华人民共和国政治人物。
担任高级工程师。江陵机器厂总工程师兼副厂长。1954年，当选第一届全国人民代表大会代表。